# Románia az 1956. évi téli olimpiai játékokon
Románia az olaszországi Cortina d’Ampezzóban megrendezett 1956. évi téli olimpiai játékok egyik részt vevő nemzete volt. Az országot az olimpián 4 sportágban 19 sportoló képviselte, akik érmet nem szereztek.

## Alpesisí
Férfi
| Versenyző              | Versenyszám      | 1. futam | 1. futam | 2. futam | 2. futam | Összesítés | Összesítés |
| Versenyző              | Versenyszám      | Idő      | Hely.    | Idő      | Hely.    | Idő        | Helyezés   |
| ---------------------- | ---------------- | -------- | -------- | -------- | -------- | ---------- | ---------- |
| Gheorghe Cristoloveanu | Lesiklás         |          |          |          |          | kizárták   | kizárták   |
| Gheorghe Cristoloveanu | Műlesiklás       | 2:05,6   | 46.      | 2:15,4   | 28.      | 4:21,0     | 41.        |
| Gheorghe Cristoloveanu | Óriás-műlesiklás |          |          |          |          | 3:30,5     | 37.        |
| Nicolae Pandrea        | Lesiklás         |          |          |          |          | 3:46,5     | 31.        |
| Nicolae Pandrea        | Műlesiklás       | 1:52,9   | 40.      | 2:26,2   | 38.      | 4:19,1     | 39.        |
| Nicolae Pandrea        | Óriás-műlesiklás |          |          |          |          | 4:12,3     | 74.        |

Női
| Versenyző             | Versenyszám      | 1. futam | 1. futam | 2. futam | 2. futam | Összesítés | Összesítés |
| Versenyző             | Versenyszám      | Idő      | Hely.    | Idő      | Hely.    | Idő        | Helyezés   |
| --------------------- | ---------------- | -------- | -------- | -------- | -------- | ---------- | ---------- |
| Elena Epuran          | Lesiklás         |          |          |          |          | 2:27,7     | 44.        |
| Elena Epuran          | Műlesiklás       | kizárták | kizárták | kiesett  | kiesett  | kiesett    | kiesett    |
| Elena Epuran          | Óriás-műlesiklás |          |          |          |          | 3:20,5     | 43.        |
| Magdalena Marotineanu | Lesiklás         |          |          |          |          | 2:04,0     | 40.        |
| Magdalena Marotineanu | Műlesiklás       | kizárták | kizárták | kiesett  | kiesett  | kiesett    | kiesett    |
| Magdalena Marotineanu | Óriás-műlesiklás |          |          |          |          | 2:21,0     | 39.        |

## Bob
| Versenyző                                                        | Versenyszám | 1. futam | 1. futam | 2. futam | 2. futam | 3. futam | 3. futam | 4. futam | 4. futam | Összesítés | Összesítés |
| Versenyző                                                        | Versenyszám | Idő      | Hely.    | Idő      | Hely.    | Idő      | Hely.    | Idő      | Hely.    | Idő        | Helyezés   |
| ---------------------------------------------------------------- | ----------- | -------- | -------- | -------- | -------- | -------- | -------- | -------- | -------- | ---------- | ---------- |
| Heinrich Enea Mărgărit Blăgescu                                  | Kettes      | 1:26,51  | 13.      | 1:26,83  | 17.*     | 1:26,44  | 14.      | 1:26,44  | 16.      | 5:46,22    | 14.        |
| Constantin Dragomir Gheorghe Moldoveanu                          | Kettes      | 1:27,22  | 17.      | 1:26,42  | 14.      | 1:27,57  | 19.      | 1:28,95  | 20.      | 5:50,16    | 18.        |
| Heinrich Enea Dumitru Peteu Nicolae Moiceanu Mărgărit Blăgescu   | Négyes      | 1:21,53  | 20.      | 1:20,58  | 16.      | 1:20,64  | 12.      | 1:20,44  | 10.      | 5:23,19    | 14.        |
| Constantin Dragomir Vasile Panait Ion Staicu Gheorghe Moldoveanu | Négyes      | 1:21,21  | 18.      | 1:21,22  | 18.      | 1:22,37  | 18.      | 1:23,03  | 20.      | 5:27,83    | 20.        |

* - egy másik csapattal azonos eredményt ért el

## Sífutás
Férfi
| Versenyző         | Versenyszám | Eredmény | Helyezés |
| ----------------- | ----------- | -------- | -------- |
| Manole Aldescu    | 15 km       | 54:40    | 32.      |
| Manole Aldescu    | 30 km       | 1:57:42  | 31.      |
| Constantin Enache | 15 km       | 56:06    | 40.      |
| Constantin Enache | 30 km       | 1:59:52  | 36.      |

Női
| Versenyző                                    | Versenyszám    | Eredmény | Helyezés |
| -------------------------------------------- | -------------- | -------- | -------- |
| Margareta Arvay                              | 10 km          | kizárták | kizárták |
| Ştefania Botcariu                            | 10 km          | 49:37    | 39.      |
| Iuliana Simon                                | 10 km          | 49:32    | 38.      |
| Ştefania Botcariu Elena Zangor Iuliana Simon | 3 × 5 km váltó | kizárták | kizárták |

## Síugrás
| Versenyző        | 1. ugrás | 1. ugrás | 1. ugrás | 2. ugrás | 2. ugrás | 2. ugrás | Összesítés | Összesítés |
| Versenyző        | Távolság | Pont     | Hely.    | Távolság | Pont     | Hely.    | Pont       | Helyezés   |
| ---------------- | -------- | -------- | -------- | -------- | -------- | -------- | ---------- | ---------- |
| Nicolae Munteanu | 66,0     | 85,0     | 44.      | 70,0     | 90,0     | 34.*     | 175,0      | 42.        |

* - egy másik versenyzővel azonos eredményt ért el